# ایرج بشیری

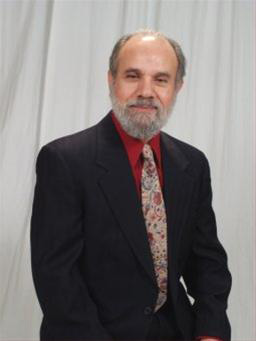
ایرج بشیری

ایرج بشیری (زادهٔ نهم مرداد ۱۳۱۹) استاد تاریخ دانشگاه مینه‌سوتا در آمریکا و پژوهشگر تاریخِ آسیای مرکزی و ایران است. وی به زبان‌های انگلیسی، فارسی، فارسی تاجیکی، و بسیاری از زبان‌های ترکی چیره و مسلّط می‌باشد. توانایی بشیری در بررسی و برگردان کارهای فارسی، باعث آشنایی بسیاری از روس‌زبانان جوامع آسیای مرکزی شد. پژوهش‌های بشیری نخست از ایران آغاز شد و سپس به هوّیّت تاجیکی و پیوندهای میان تاجیک‌ها و مردمان ترک آسیای مرکزی (ازبکها) پرداخت.

## زندگی
ایرج بشیری استاد تاریخ دانشگاه مینه‌سوتای ایالات متحده در ۳۱ ژوئیه ۱۹۴۰ (نهم مرداد ۱۳۱۹) در شهر بهبهان زاده شد. وی تحصیلات ابتدائی را در دامنه و داران در ناحیه فریدن و دوران دبیرستان را در اصفهان و شیراز به اتمام رسانید و در سال ۱۹۶۱ با دیپلم ریاضی از دبیرستان «حاج قوام» شیراز دانش‌آموخته شد. در دوران دبیرستانی بشیری علاقه مفرطی به زبان انگلیسی نشان داد و در سال ۱۹۶۰ در کنکور سراسری کشور در رامسر مقام شاگرد ممتاز ایران در زبان انگلیسی را به دست آورد.
در بین سال‌های ۱۹۶۰ و ۱۹۶۳ بشیری به تحصیل زبان و ادبیّات انگلیسی در دانشگاه پهلوی (دانشگاه شیراز کنونی) پرداخت و در سال ۱۹۶۳ باعنوان شاگرد اوّل زبان و ادبیات انگلیسی از آن دانشگاه فارغ التّحصیل گردید. در دوران تحصیلات دانشگاهی وی همچنین مدّتی بعنوان خبرنگار منطقه‌ای روزنامه کیهان دراستان فارس انجام وظیفه کرد و در همین زمان نیز در انجمن فرهنگی ایران و انگلیس در شیراز به تدریس زبان انگلیسی و در دانشگاه پهلوی به تدریس ادبیّات انگلیسی اشتغال داشت.
در سال ۱۹۶۴ بشیری برای ادامه تحصیل به انگلستان و در سال ۱۹۶۶ به ایالات متّحده آمریکا سفر کرد. وی در سال ۱۹۶۸ موفّق به اخذ درجه فوق لیسانس در زبانشناسی عمومی از دانشگاه میشیگان گردید و در سال ۱۹۷۲ دکترای خود را در زبانشناسی ایرانی از همان دانشگاه اخذ کرد. رساله دکترای بشیری بر اساس تحقیقات ابن سینا در فعل «بودن» است. وی نشان می‌دهد که فعل «بودن» نحوی مخصوص بخود دارد که با کمک فعل «شدن» جنبه احوالی و با فعل «کردن» جنبه انفعالی بخود می‌گیرد و بازگوی تغییرات و تحوّلات منعکس در زبان می‌شود.
در دوران تحصیلاتش در آمریکا نیز مانند سالهای تحصیلی اش در ایران بشیری به تدریس زبان) این بار زبان فارسی (در دانشگاه میشیگان اشتغال یافت و همچنین در تعلیم و تربیت سپاهیان صلح در ایالات ورمونت، نیویورک و نیوجرزی شرکت کرد. در سال ۱۹۷۲ دکتر بشیری با سمت دستیار موقّت برای تدریس زبانهای فارسی و ترکی و ادب و فرهنگ ایران در دانشگاه مینه‌سوتا استخدام شد و در طیّ سالهای ابتدائی خدمتش مواد رساله دکترای خود را به عمل گذاشت و کتاب فارسی برای مبتدیان را بر اساس رساله دکترایش نوشت. این کتاب تا به حال چهار بار بازنویس شده و به زبانهای انگلیسی و روسی به چاپ رسیده‌است. بشیری در سال ۱۹۷۷ به دریافت مقام استادیاری و در سال ۱۹۹۶ به دریافت مقام پروفسوری نائل گردید.
مواد تدریسی دکتر بشیری در دوران تدریس وی در مینه‌سوتا شامل زبانشناسی ایرانی، ادبیّات فارسی (شعر و نثر) و تاریخ ایران (از ازمنه قدیم تا حال) از یک طرف و تحقیق و تدریس در ادبیّات و فرهنگ و تاریخ مردم آسیای میانه و افغانستان از طرف دیگر می‌باشد. او در سال ۱۹۸۰ عنوان استاد ممتاز دانشکده علوم و ادبیّات دانشگاه مینه‌سوتا را از خود کرد.
تحقیقات دکتر بشیری دامنه‌دار است ولی در این جا می‌توان به شرح مختصری دربارهٔ یک نمونه از ایجادیات وی پرداخت. بشیری تقریباً پانزده سال اوّل تحقیقش را صرف بهتر شناختن صادق هدایت کرد. وی ابتدا بسیاری از داستانهای هدایت و عاقبت بوف کور وی را به انگلیسی ترجمه کرد، آنگاه به تجزیه و تحلیل کارهای هدایت بخصوص بوف کور پرداخت. نظر وی که نظر یک ساختارشناس است با نظریات متداول دربارهٔ هدایت و بوف کور او فرق دارد. بشیری با مربوط ساختن بوف کور با دو منبع اساسی آن یعنی بودا کاریتا و کتاب تبتی مردگان نشان می‌دهد که ساختار داستان بر مبنای زندگی بودا، خواهش بشر برای فرار از درگیر شدن با چرخ زندگی و ندامت او از وجود زندگی دوباره می‌باشد. در تحقیقات متداول به هیچ‌یک از این جنبه‌های اساسی ساختاری داستان توجه نمی‌شود.
پروفسور بشیری در طول سالهای تدریس و تحقیق خود از انجام وظایف اداری نیز بی بهره نبوده است. بین سالهای ۱۹۷۵ و ۱۹۷۹ وی ریاست بخش مطالعات خاورمیانه و سپس ریاست بخش مطالعات آسیای جنوبی دانشگاه مینه‌سوتا را به عهده داشت. بین سالهای ۱۹۸۷ و ۲۰۰۵ چندین بار به ریاست بخش مطالعات روسیه و آسیای میانه دانشگاه مینه‌سوتا رسید. وی همچنین در کمیته‌های دانشگاه، مخصوصاً در امور مربوط به برنامه‌ریزی، فعالیت بسیار از خود نشان داده. در سال ۲۰۰۵، وی هم ریاست هیئت قانونگزاری علوم و ادبیّات و هم رهبری هیئت امنای آن دانشکده را بعهده داشت. بین سال‌های ۲۰۰۵ و ۲۰۰۷ رئیس پژوهگاه زبانشناسی، انگلیسی برای خارجیان و زبان و ادبیّات روس بود و در حال حاضر مشغول تحقیقات دربارهٔ ملاصدرای شیرازی (فیلسوف قرن شانزده) می‌باشد.

## کتاب‌ها
- فارسی برای مبتدیان، ۱۹۷۲، ۱۹۷۵، ۱۹۸۱، ۱۹۹۱.
- Persidskij yazyk dla nachinaushchikh Osnovnoj kurs (trans. , Persian for Beginners by V. Bazukin)، ۲۰۰۰.
- درنحو زبان فارسی، ۱۹۷۳.
- تجزیه و تحلیل داستانهای صادق‌هدایت ۱۹۸۴.
- The Black Tulip (novella in English and Persian)، ۱۹۸۴.
- The Pearl Cannon (ed.)، ۱۹۸۶.
- شاهنامه فردوسی بعد از هزار سال ۱۹۹۴.
- از سرودهای زردشت تا نغمات باربد ۲۰۰۳.
- عصر خجندی و اهمیت آن در تاریخ آسیای میانه ۱۹۹۶.
- The History of a National Catastrophe,  by Rahim Masov (trans.)، ۱۹۹۶.
- سامانیان و احیای تمدن ایران باستان ۱۹۹۶.
- تاجیکستان در قرن بیستم (ed). RFE/RL، ۱۹۹۹–۲۰۰۲.
- Beginnings to AD 2000: A Comprehensive Chronology of Central Asia, Afghanistan, and Iran،  ۲۰۰۱.
- اشخاص برجسته تاجیکستان در قرن بیستم ۲۰۰۳.
- طومارهای نوروزی، به زبان‌های فارسی، انگلیسی، تاجیکی و روسی ۲۰۰۴.
- تأثیر مصر در تمدن ایران باستان

۲۰۰۷.
- میراث اشراقی جلال‌الدین رومی، ۲۰۰۸
- ترک و تور در شاهنامه فردوسی، ۲۰۰۹
- Iran: Cosmology, Mythology, History[پیوند مرده] by Iraj Bashiri, Cognella Publishers, 2012.
- Audio Edition: Ancient Iran: Cosmology, Mythology, History by Iraj Bashiri, Cognella Publishers, 2013.
- The Blind Owl,, 3rd. revised translation, 2013.
- Iranian Philosophy: From Ibn Sina to Mulla Sadra Shirazi[پیوند مرده] by Iraj Bashiri, Cognella Publishers, 2014.